# Granicus Valles
Granicus Valles je údolí či řečiště na povrchu Marsu, údolí bylo identifikováno jako odtokový kanál s přibližnou délkou kolem 750 km.